# 多羅戈布日
54°55′N 33°18′E / 54.917°N 33.300°E
多羅戈布日（羅馬化：Dorogobuzh）是俄羅斯斯摩棱斯克州中部的一個城市，臨第聶伯河，距斯摩棱斯克以東125公里。2002年人口12,250人。
1150年首見於文獻。